# 도노역
도노역(일본어: 遠野駅)은 일본 이와테현 도노시에 위치한 동일본 여객철도 가마이시 선의 철도역이다. 단선 · 섬식의 형태를 합친 2면 3선 구조의 복합 승강장을 갖춘 지상역이다.

## 타는 곳
| 1 | ■ 가마이시 선 | 상행       | 하나마키 방면 |
| 2 | ■ 가마이시 선 | 하행       | 가마이시 방면 |
| 3 | ■ 가마이시 선 | 당 역 시발 | 당 역 시발    |

## 이용 현황
| 연도     | 1일 평균 | 연도     | 1일 평균 |
| 2000년도 | 584      | 2008년도 | 404      |
| 2001년도 | 559      | 2009년도 | 385      |
| 2002년도 | 520      | 2010년도 | 355      |
| 2003년도 | 495      | 2011년도 | 382      |
| 2004년도 | 473      | 2012년도 | 357      |
| 2005년도 | 445      | 2013년도 | 326      |
| 2006년도 | 405      | 2014년도 | 315      |
| 2007년도 | 421      |          |          |
| -------- | -------- | -------- | -------- |

## 역 주변
- 도노 시청
- 도노 시 관광협회
- 도노 시립 박물관 · 도서관
- 나베쿠라 공원

## 인접 역
| 동일본 여객철도 가마이시 선 | 동일본 여객철도 가마이시 선   | 동일본 여객철도 가마이시 선 |
| --------------------------- | ----------------------------- | --------------------------- |
| 미야모리 모리오카 방면      | ■ 가마이시 선 쾌속 '하마유리' | 고사노 가마이시 방면        |
| 아야오리 하나마키 방면      | ■ 가마이시 선 보통            | 아오자사 가마이시 방면      |